# Milan Williams
Milan Williams (ur. 28 marca 1948, zm. 9 lipca 2006), amerykański muzyk grający na instrumentach klawiszowych, członek formacji The Commodores.
Do The Commodores, Milan Williams, dołączył w 1969 roku, po rozpadnięciu się zespołu The Jays, z którym dotąd był związany. Trzy lata później formacja The Commodores, której wokalistą był Lionel Richie, podpisała kontrakt z wytwórnią Motown i stała się jednym z najpopularniejszych zespołów amerykańskich. Williams był autorem pierwszego wielkiego przeboju The Commodores – „Machine Gun”, a także skomponował takie funkowe przeboje jak: „Brick House”, „I’m Ready”, „Let’s Get Started”, „The Bump”, „Too Hot Ta Trot” czy „X-Rated Movie”.
Z The Commodores rozstał się w 1989 roku.
Zmarł 9 lipca 2006 roku w Anderson Hospital, w Houston w następstwie choroby nowotworowej.